# Alberto Azzo II

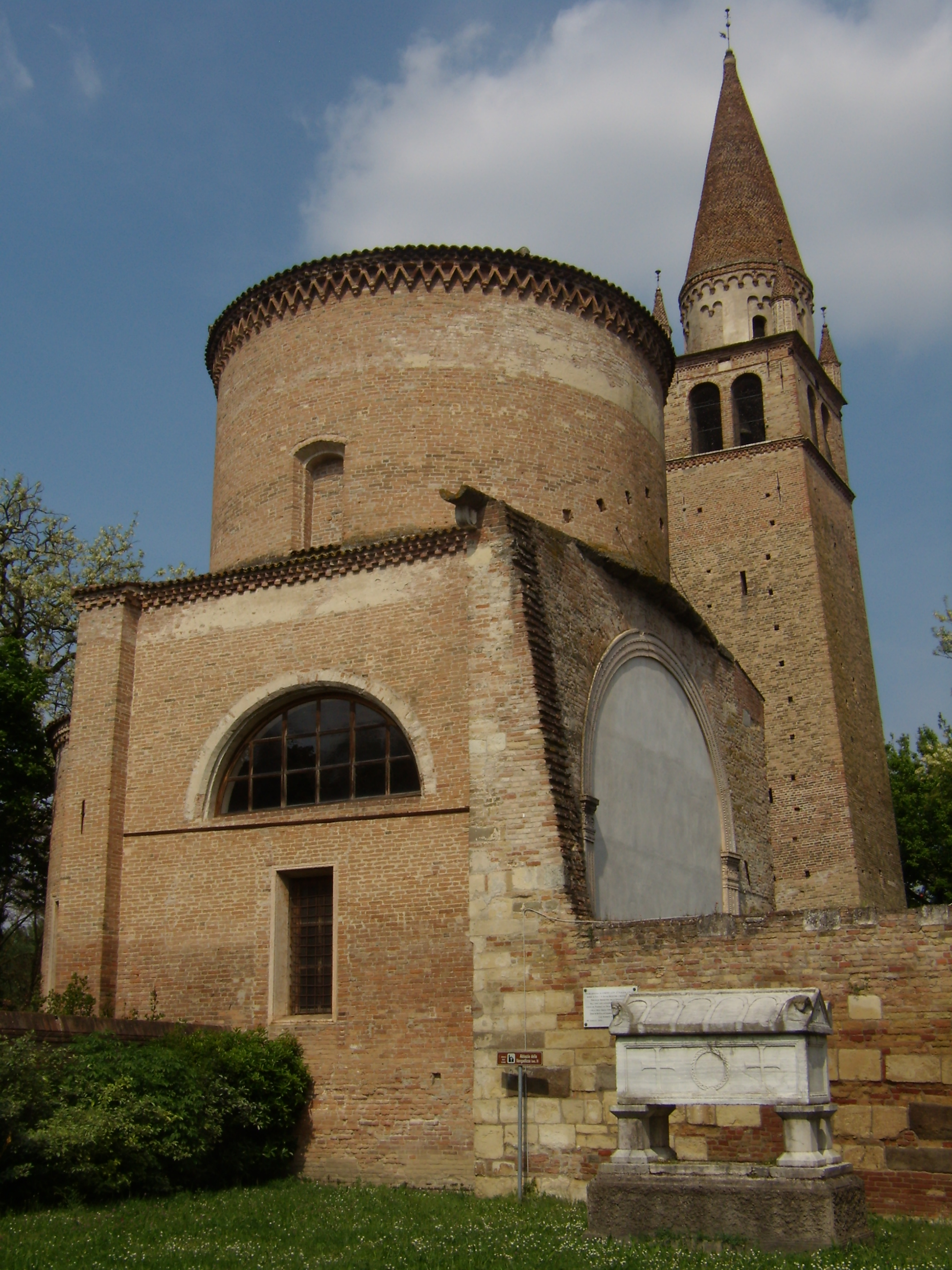
Tumba de Alberto Azzo II, abadía Vangadizza, Badia Polesine

Alberto Azzo II (1009-1097) fue conde de Milán y Liguria, y conde de Gavello y Padua, Rovigo, Lunigiana, Monfelice y Montagrana, siendo por ello uno de los hombres más poderosos del Sacro Imperio Romano Germánico.
Fue el único hijo de Alberto Azzo I. Hacia el año 1029 comenzó a hacerse cargo del gobierno de la marca de su padre mientras éste y sus tíos se dedicaban a la guerra contra el futuro emperador Enrique II del Sacro Imperio Romano Germánico.  En los años siguientes fue, poco a poco, aumentando sus territorios. En 1069–1070, intentó adquirir Maine para su hijo Hugo, porque su esposa, Garsenda, era la heredera del anterior conde de Maine. Hugo fue declarado Conde, pero no pudo competir con el duque de Normandía y fue rápidamente relegado. Durante la Querella de las Investiduras entre Enrique IV y el papa Gregorio VII, Alberto Azzo intentó mediar entre ellos en un principio, pero finalmente se decantó por el bando del papa, llamado güelfo, pues eran la familia más importante de este bando.
Hacia 1073 hizo del castillo de Este (cerca de Padua) su residencia; y desde ese momento su familia comenzó a ser llamada la Casa de Este.

## Familia
Hacia 1035, Alberto Azzo II se casó con Cunegunda, hija de Güelfo II, conde de Altdorf. Tuvieron un único hijo conocido:
- Güelfo, que llegó a ser duque de Baviera (muerto en 1101) y fundador de la casa de Welf.

Hacia 1050 contrajo nuevas nupcias con Garsenda, hija de Herberto I, conde de Maine. Tuvieron los siguientes hijos:
- Fulco I, que sucedió a su padre como conde de Milán (muerto en 1128), ancestro de la rama italiana de la Casa de Este hizo el primer uso documentado del título "Marqués d'Este".
- Hugo V, conde de Maine (muerto en 1131).

Alberto Azzo II se casó por tercera vez con Matilde, la hija de Guillermo, obispo de Padua. No tuvieron hijos por este matrimonio.
Por último se casó con Vitalia Orseolo, hija de Pedro I de Hungría, y tuvieron una hija llamada Itta.